# ノアム・カリサール
ノアム・カリサール（Noam Calisar, 1997年12月14日 - ）は、イスラエル・テルアビブ出身の元プロ野球選手（外野手・内野手）、モデル。

## 経歴
イスラエル人の父と日本人の母の間に生まれる。3歳から9歳の頃まで日本で過ごし、7歳の頃に野球を始めた。イスラエルに戻ってからはビニャミナに住み、友達に一から野球を教えて小学生野球チームを結成していた。11歳の時にはイスラエルの代表チーム入りをしており、16歳でU-19のヨーロッパ代表にも選ばれた。
2014年、チェコ・プラハで開催されたU-16のポニートーナメントのイスラエル代表に選出され、銀メダル獲得に貢献。同年、オランダ・ホーフトドルプのMLBミニキャンプに参加し、翌年から欧州のMLBアカデミーに参加。トーナメントとトレーニングキャンプに数回参加。
2015年からは継続してヨーロッパ野球選手権大会・Bプール（予選）のイスラエル代表に選出されている。
MLBアカデミーにドイツの野球ブンデスリーガのコーチがいたことから、高校卒業後の2017年は同リーグのレーゲンスブルク・レギオネーレに参加。1部リーグには13試合に出場し、打率.129（31打数4安打）の成績、2部リーグには9試合に出場し、打率.400（25打数10安打）の成績だった。
スポーツ特待として海外でプレーをする特別許可が出て、日本体育大学で2ヶ月の野球留学を経験。日本の独立リーグ・ベースボール・チャレンジ・リーグの群馬ダイヤモンドペガサスからスカウトを受け、2018年5月7日より練習生として入団。同年9月13日に自由契約になるも、2019年も同リーグの福島レッドホープスに練習生として入団した。
2019年シーズン中にはヨーロッパ野球選手権大会予選・Bプールのイスラエル代表メンバーとして出場。4試合に出場し、17打数3安打3打点で打率.176の成績だった。この大会でイスラエルは優勝し、2020年東京オリンピックの野球競技の予選を兼ねた本選に出場を決めた。なお、本選以降はカリサールはメンバーから外れている。
2020年2月8日のベースボール・チャレンジ・リーグの合同トライアウトに参加したが、入団先は決まらなかった。同年3月20日、リーグには属さない日本の独立球団・琉球ブルーオーシャンズにテスト生として参加していることが球団公式Twitterで報告された。8月7日、正式に選手契約を結んだ。この時は内野手登録であった。
2021年、東京オリンピックの野球イスラエル代表の1次登録メンバーに名を連ねていたが、怪我のため、最終的な代表メンバーには選ばれなかった。
2021年シーズン終了時、琉球からは多くの選手が退団したが、カリサールは契約を更改。2022年からは外野手登録となった。しかし、同年は対外試合が行われず練習のみの状態が続き、シーズン途中の8月15日に退団が発表された。
野球選手としての現役は引退し、会社経営を行っている。2023年5月設立の沖縄県那覇市のNC Global合同会社の代表を務める。同年12月、野球に携わる事業も手掛けたいとの考えで、元プロ野球選手を講師に招いた少年野球教室を琉球時代のチームメイトである吉村裕基らと企画した。ジャパンウィンターリーグ開催期間中の2日と9日に、アトムホームスタジアム宜野湾とANA BALL PARK 浦添で開催し、藤井秀悟や山口俊らを講師として招聘した。翌年3月31日も吉村とともに名護市内で少年野球教室を開催し、山口や比屋根渉、井手正太郎を招聘した。

## 人物
イスラエルではまだ野球が一般的ではないため、国際大会での活躍をもって、イスラエル国内に野球を普及させようという考えを持っている。将来選手をやめた後も、イスラエルの子供たちに野球を広めていくのが夢。
一番得意な言語はヘブライ語で、日本語、英語も話せる。小さい頃に日本語に慣れ親しんでいたため、咄嗟に出る言葉が日本語のこともあるが、敬語表現は得意ではない。
外国人やハーフのモデルも所属する、沖縄県のモデル・キャスティング事務所「キャスティングオフィスローナ」に所属しており、モデルとしての活動も行っている。

## 詳細情報

### 独リーグでの打撃成績
| 年 度     | 球 団        | 試 合 | 打 席 | 打 数 | 得 点 | 安 打 | 二 塁 打 | 三 塁 打 | 本 塁 打 | 塁 打 | 打 点 | 盗 塁 | 盗 塁 死 | 犠 打 | 犠 飛 | 四 球 | 敬 遠 | 死 球 | 三 振 | 併 殺 打 | 打 率 | 出 塁 率 | 長 打 率 | O P S |
| --------- | ------------ | ----- | ----- | ----- | ----- | ----- | -------- | -------- | -------- | ----- | ----- | ----- | -------- | ----- | ----- | ----- | ----- | ----- | ----- | -------- | ----- | -------- | -------- | ----- |
| 2017      | レギオネーレ | 13    | 32    | 31    | 4     | 4     | 0        | 2        | 0        | 8     | 2     | 0     | 0        | -     | -     | 1     | -     | 0     | 16    | 2        | .129  | .156     | .258     | .414  |
| 通算：1年 | 通算：1年    | 13    | 32    | 31    | 4     | 4     | 0        | 2        | 0        | 8     | 2     | 0     | 0        | -     | -     | 1     | -     | 0     | 16    | 2        | .129  | .156     | .258     | .414  |

### 独立球団での打撃成績
| 年 度     | 球 団     | 試 合 | 打 席 | 打 数 | 得 点 | 安 打 | 二 塁 打 | 三 塁 打 | 本 塁 打 | 塁 打 | 打 点 | 盗 塁 | 盗 塁 死 | 犠 打 | 犠 飛 | 四 球 | 敬 遠 | 死 球 | 三 振 | 併 殺 打 | 打 率 | 出 塁 率 | 長 打 率 | O P S |
| --------- | --------- | ----- | ----- | ----- | ----- | ----- | -------- | -------- | -------- | ----- | ----- | ----- | -------- | ----- | ----- | ----- | ----- | ----- | ----- | -------- | ----- | -------- | -------- | ----- |
| 2021      | 琉球      | 2     | 3     | 3     | -     | 1     | 1        | 0        | 0        | 2     | 1     | 0     | -        | 0     | 0     | 0     | -     | 0     | 1     | -        | .333  | .333     | .667     | 1.000 |
| 琉球：1年 | 琉球：1年 | 2     | 3     | 3     | -     | 1     | 1        | 0        | 0        | 2     | 1     | 0     | -        | 0     | 0     | 0     | -     | 0     | 1     | -        | .333  | .333     | .667     | 1.000 |

- 琉球の2020年度成績は非公表

### 背番号
- 10 （2017年）
- 48 （2020年 - 2022年8月14日）